# Asplenium trichomanes ssp. inexpectans
Asplenium trichomanes ssp. inexpectans és una falguera de la família Aspleniaceae que als Països Catalans es troba únicament a Mallorca, Alacant i l'Alt Empordà.

## Descripció
És una petita falguera diploide (2n=72 cromosomes).
Les seves frondes són fràgils, de tacte suau i de color verd clar sense lluentor, mesuren entre 7 i 12 cm (normalment més petites que en les altres subespècies) i és característic que acaben en una pinna apical igual o major que les altres pinnes. La làmina és lanceolada amb 10-39 parells de pinnes asimètriques, subquadrangulars o oblongues, a vegades rectangulars. Els sorus són petits i oblongs en un nombre de 4 a 10 a cada pinna amb l'indusi lineal univalve.
Les espores són el·lipsoïdals. Esporulació durant tot l'any. Segons la quantitat de llum que rep té dos fenotipus: en penombra intensa les seves frondes són llargues amb el raquis de la làmina recte i les pinnes separades entre elles; en un ambient un poc més lluminós les frondes creixen retorçudes i aplicades al substrat, amb les pinnes molt juntes com arrufades, en un intent d'allunyar-se de la llum.

## Hàbitat
Viu entre les pedres de les parets de les marjades i a les encletxes de les roques calcàries a ambients molt ombrívols i humits, orientats cap al Nord i Nord-oest. No li agrada el sol directe ni la llum excessiva. És clarament heliòfob.

## Taxonomia i distribució
Aquesta petita falguera és una subespècie de la falzia roja que es va descriure als anys 60 i es pot trobar des del centre d'Europa, la regió mediterrània i (amb una àrea de distribució disjunta) s'ha citat també a Ucraïna, l'Afganistan i Pakistan. Als Països Catalans és molt rara. Per aquesta raó, està catalogada com en perill d'extinció al Catàleg de flora amenaçada de Catalunya.

## Híbrids
- Asplenium trichomanes nothosubsp. lucanum: híbrid triploide entre Asplenium trichomanes ssp. inexpectans y Asplenium trichomanes ssp. quadrivalens.
- Asplenium trichomanes nothosubsp. malacitense: híbrid hexaploide entre Asplenium azomanes i Asplenium trichomanes ssp. inexpectans.
- Asplenium x helii nothosubsp. helii: híbrid entre Asplenium petrarchae ssp. petrarchae i Asplenium trichomanes ssp. inexpectans.
- Asplenium x artanense: híbrid diploide entre Asplenium sagittatum (Phyllitis sagittata) i Asplenium trichomanes ssp. inexpectans.